# 크란스카

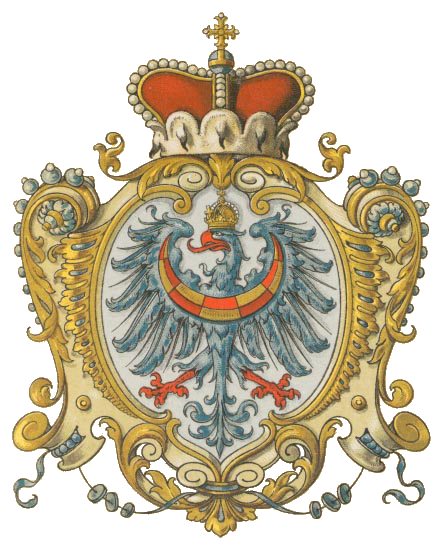
크라인 공국의 문장

크란스카(슬로베니아어: Kranjska, 독일어: Krain 크라인[*], 이탈리아어: Carniola 카르니올라[*])는 슬로베니아에 위치한 역사적 지역으로 가장 큰 도시는 류블랴나(슬로베니아의 수도)이다.
오스트리아-헝가리 제국 시대에 크라인 공국이 세워진 이래 세 지방(고렌스카 지방, 노트란스카 지방, 돌렌스카 지방(벨라크라이나 지방 포함))으로 나뉘었다. 크라인 공국은 원래 수도를 크란으로 정했지만 나중에 류블랴나(현재는 슬로베니아의 수도)로 옮겼다.
1918년 오스트리아-헝가리 제국이 제1차 세계 대전에서 패하면서 크라인 공국도 소멸되었고 새로 신설된 유고슬라비아 왕국에 병합되었다. 크라인 공국 서부는 1920년 이탈리아에 병합되었지만 1947년 유고슬라비아 사회주의 연방공화국에 병합되었다.

## 같이 보기
- 크라인 공국
- 슬로베니아의 국기
- 내오스트리아